# Macaco silè
El macaco silè (Macaca silenus) és una espècie de macaco que viu al sud-oest de l'Índia. Viu en grups socials compostos per una mitjana de 18 individus (tot i que poden ser d'entre 7 i 40 individus). Normalment, cada grup inclou un mascle adult, un mascle subadult i unes quantes femelles adultes, juntament amb les seves cries. En són una excepció els grups que viuen en boscos fragmentats, que poden tenir fins a quatre mascles adults diferents.